# Fosse Gantois
La fosse Gantois ou no 3 de la Compagnie des mines de Douchy est un ancien charbonnage du Bassin minier du Nord-Pas-de-Calais, situé à Lourches. Les travaux commencent en 1835, la même année que ceux de la fosse Beauvois, et de trois puits abandonnés à l'état d'avaleresses. À cause de sa proximité avec les autres fosses de la compagnie dont Saint-Mathieu, elle est arrêtée à l'extraction en 1886, mais continue toutefois d'assurer le service et l'aérage. les mineurs sont logés dans les corons bâtis à proximité. Le puits est comblé en 1944. La Compagnie des mines de Douchy est nationalisée en 1946, et intègre le Groupe de Valenciennes.
Au début du XXIe siècle, Charbonnages de France matérialise la tête du puits Gantois. Le carreau de fosse est devenu un espace vert.

## La fosse

### Fonçage
La fosse Gantois est commencée en 1835 à Lourches, à 280 mètres au sud-sud-est de la fosse Saint-Mathieu. Elle rencontre le terrain houiller à la profondeur de 82 mètres,. L'orifice du puits est situé à l'altitude de 35 mètres. La fosse Gantois est également située à 415 mètres à l'est-sud-est de la fosse Beauvois, ouverte à la même période. Le cuvelage du puits de la fosse Gantois, également nommée fosse no 3 des mines de Douchy, est de section de 2,60 mètres et de forme octogonale.

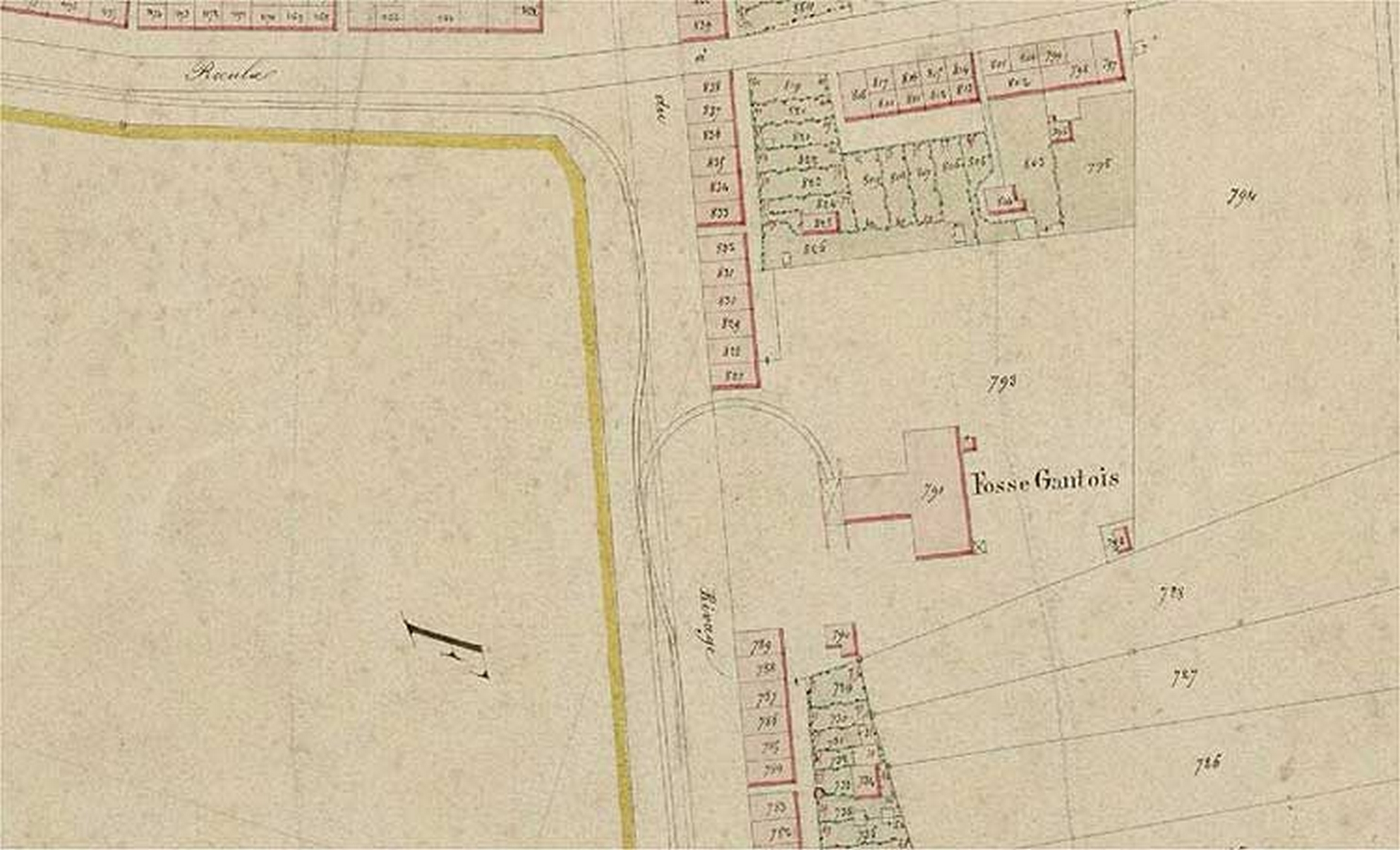
La fosse Gantois au XIXe siècle, avec les corons avoisinants.

Dans le même temps, trois avaleresses sont tentées sans succès au sud de la fosse, toujours dans la même période : l'avaleresse Saint-Dominique, à 242 mètres au sud-sud-ouest ; l'avaleresse no 7, à 246 mètres au sud-sud-est ; l'avaleresse Dumas, à 415 mètres au sud,.

### Exploitation
La fosse Gantois est mise en service quelques années après le commencement des travaux. La fosse La Naville est commencée en 1846 à 515 mètres à l'est-sud-est. La fosse est arrêtée à l'extraction en 1886, mais elle continue toutefois d'assurer le service et l'aérage pour les autres fosses de la compagnie. Son puits est alors profond de 531 mètres.
Le puits de la fosse Gantois est comblé en 1944. La Compagnie des mines de Douchy est nationalisée en 1946, et intègre le Groupe de Valenciennes. Il ne subsiste rien de la fosse.

### Reconversion
Au début du XXIe siècle, Charbonnages de France matérialise la tête du puits Gantois. Le BRGM y effectue des inspections chaque année. Le carreau de fosse est un espace vert.

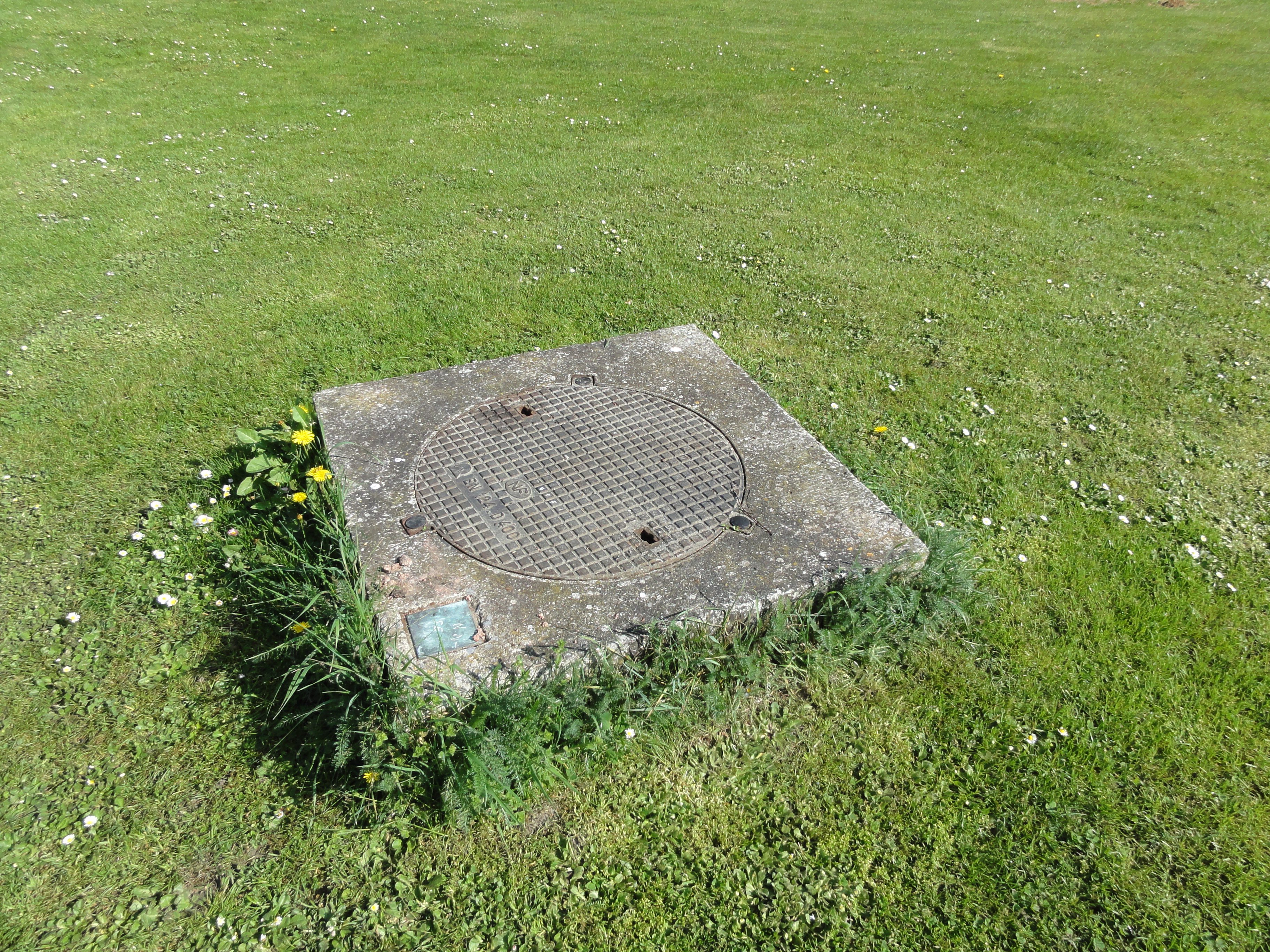
La tête de puits matérialisée.
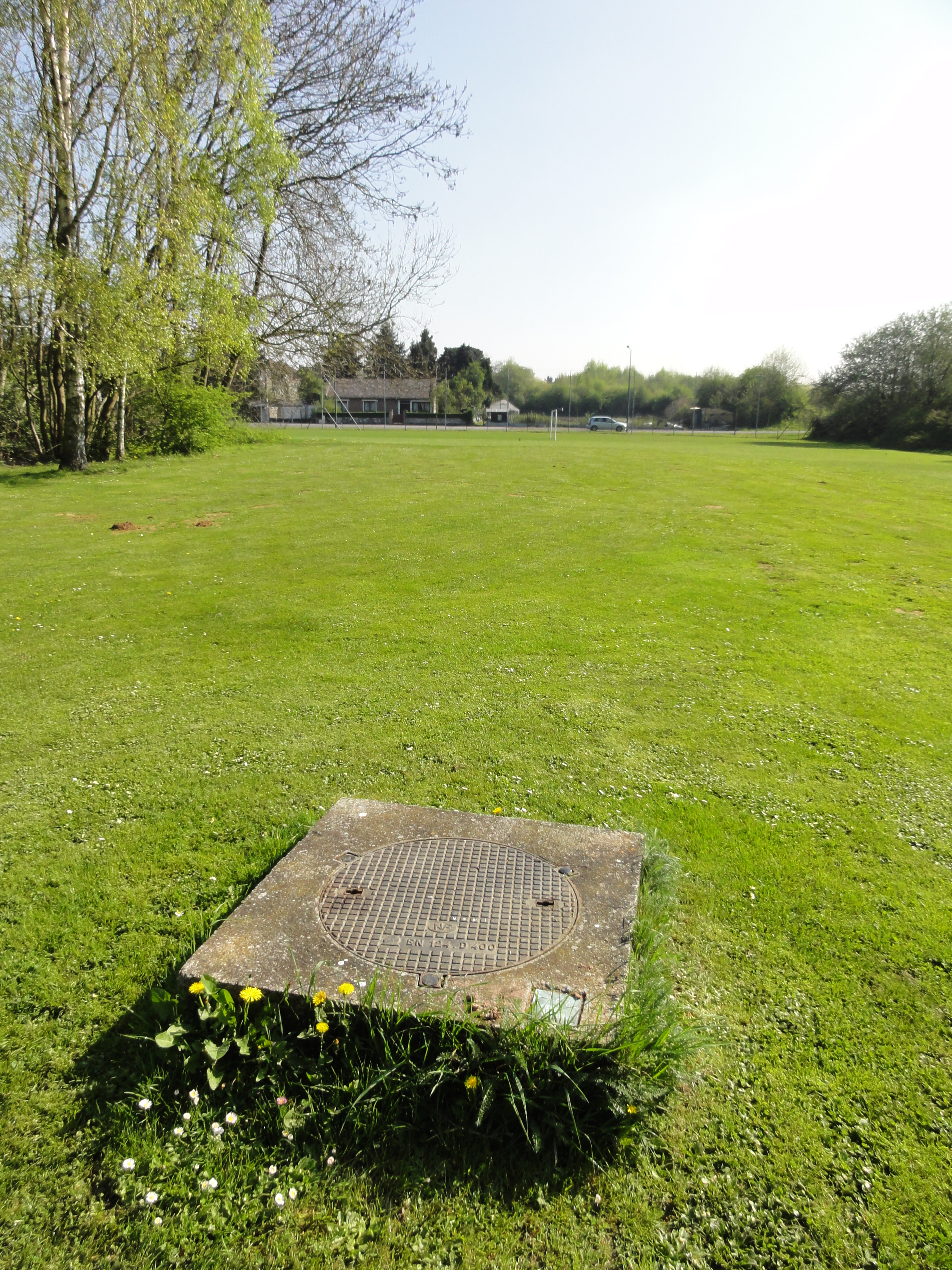
Le puits dans son environnement.
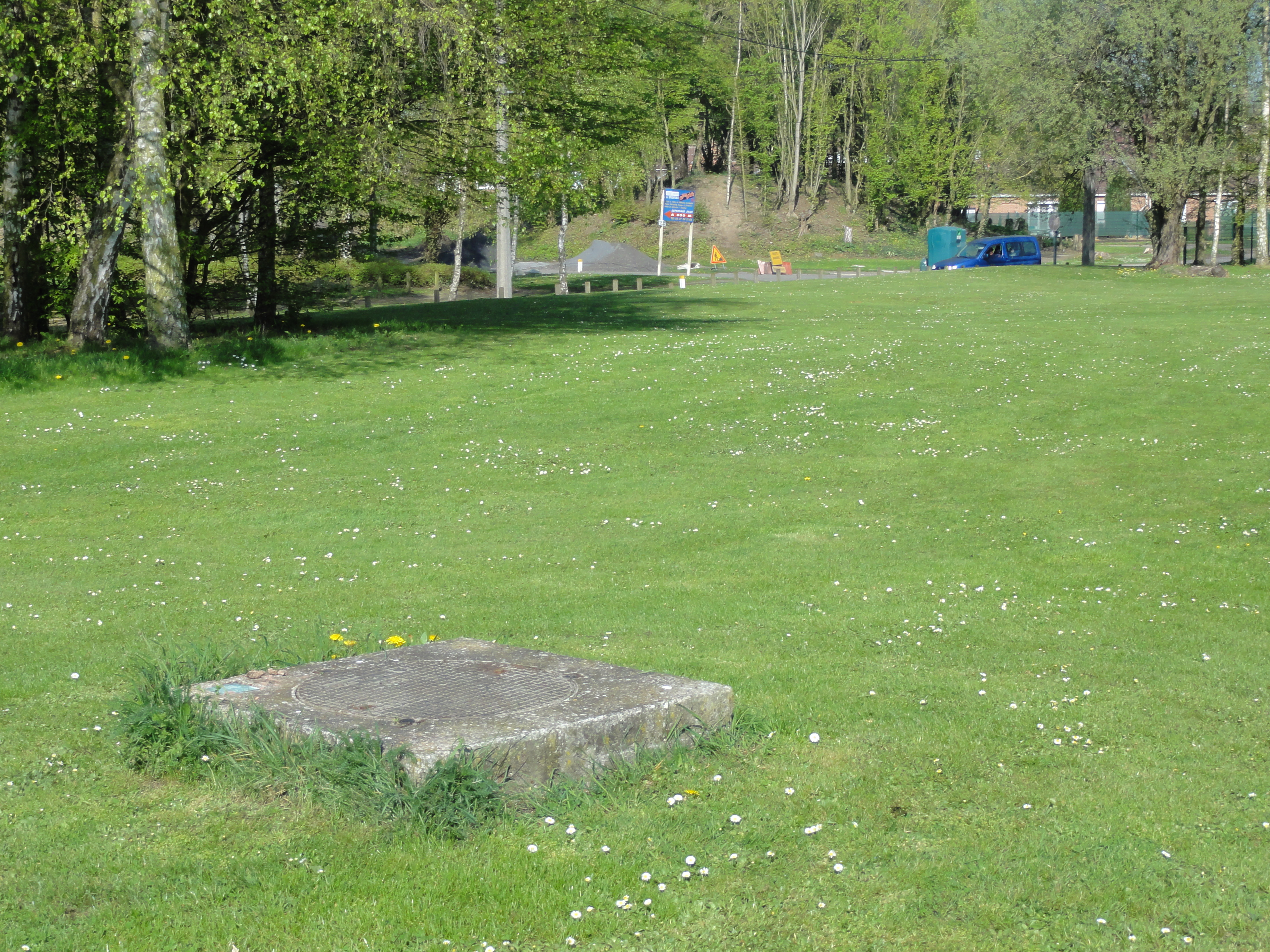
Le puits dans son environnement.

## Les cités
Relativement proche de la fosse Saint-Mathieu, les mineurs travaillant à la fosse Gantois habitaient dans les corons de celle-ci. Tous ont été détruits.